# Gutów Mały
Gutów Mały is een plaats in het Poolse district  Piotrkowski, woiwodschap Łódź. De plaats maakt deel uit van de gemeente Grabica en telt 80 inwoners.